# La torre dell'espiazione
La torre dell'espiazione è un film muto italiano realizzato da Roberto Roberti nel 1913.